# 恋の曼珠沙華
『恋の曼珠沙華』（こいのまんじゅしゃげ）は、美空ひばりのシングル。1962年9月5日に日本コロムビアから発売された。

## 概要
- 2曲共にひばり主演でリメイクされた東映映画「三百六十五夜」主題歌で、ジャケットは共演した高倉健との映画のワンシーンを切り取ったと思われる[2]。
- A面『恋の曼珠沙華』は二葉あき子のカバーであり、編曲した佐伯亮は第4回日本レコード大賞編曲賞を受賞。ひばりは自身の十八番であるスウィング・ジャズをベースとした曲調を、しっとりと歌いあげた[2]。
- B面『三百六十五夜』は霧島昇・松原操のカバーであり、1987年には入院2週間前の4月7日に放映された日本テレビ「コロムビア演歌大行進」に出演し、「リンゴ追分」「愛燦燦」「好きなのさ」と共に同曲を披露している。
- 「三百六十五夜」の2番は「我ゆえ歩む 道頓堀の」が「我ゆえ歩む 箱根の峠」となっているが、映画の内容に合わせて「箱根の峠」と変えられている。
- ちなみに、ひばりのデビュー作「河童ブギウギ」は霧島が歌った「楽しいささやき」のB面である。

## 収録曲
※両曲共 作詞：西條八十、作曲：古賀政男、編曲：佐伯亮、演奏：原信夫とシャープス・アンド・フラッツ/高珠恵ストリングス
1. 恋の曼珠沙華
2. 三百六十五夜